# Caduta di Icaro

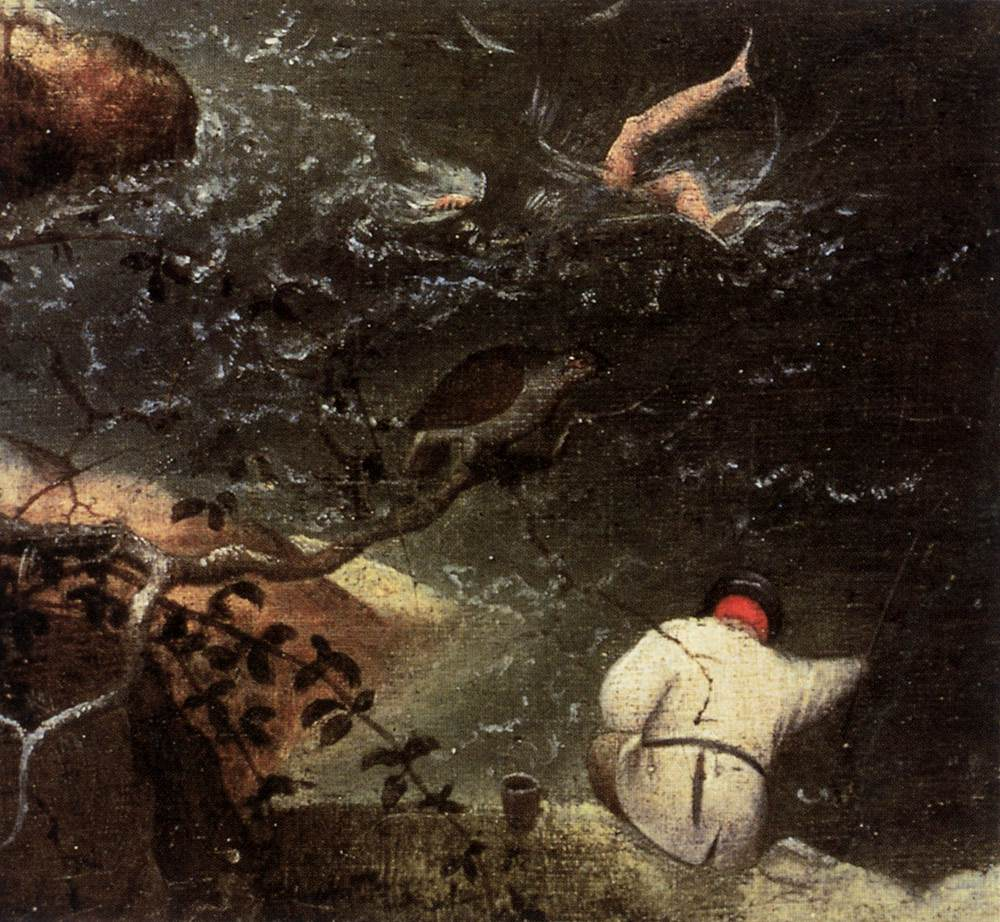
Dettaglio

La Caduta di Icaro è un dipinto a olio su tavola (73,5x112 cm) di Pieter Bruegel il Vecchio, datato 1558 circa e conservato nel Museo reale delle belle arti del Belgio.

## Storia
L'opera è forse da identificare con quella registrata negli inventari imperiali di Praga nel 1621 e nel 1647-1648. Il dipinto si trovava sul mercato antiquario londinese quando venne acquistato per il museo, nel 1912.
La datazione è basata solo su dati stilistici e non trova in accordo la critica: sebbene la maggioranza la leghi alla prima fase produttiva dell'artista, c'è chi la riferisce invece alla vecchiaia. Nemmeno l'autografia è certa: c'è chi sostiene che possa trattarsi di una copia da un originale perduto. Grossman lo riteneva comunque autentico.

## Descrizione e stile
Il tema della caduta di Icaro, descritto da Ovidio, è qui trattato con estrema originalità: relegato in un angolo del dipinto, in basso a destra, tra l'altro senza alcun attributo come le ali di cera. La maggior parte della tela è infatti occupata da una visione mutuata dai suoi appunti di viaggio nello Stretto di Messina; difatti la luce e la conformazione del territorio che trova una corrispondenza con l'Etna sullo sfondo, lasciano intendere che il punto di vista dell'osservatore sia collocato sulla costa reggina dello Stretto arioso e inondato di luce, visto con una linea dell'orizzonte piuttosto alta che dà un effetto quasi "a volo d'uccello". La città sulla sinistra sarebbe dunque una importante e rara testimonianza di Reggio con il porto integro, prima dell'inabissamento di Punta Calamizzi. In primo piano un contadino sta arando il terreno con un cavallo al giogo, mentre un po' più sotto un pastore, col cane, sta facendo pascolare un gregge di pecore. I due personaggi principali, dunque, sono ritratti immersi nelle proprie attività e non si rendono conto dell'evento drammatico che avviene alle loro spalle; solo un uomo accovacciato, in basso a destra nella tavola, sembra sporgersi pigramente verso il luogo della sciagura. Un veliero passa lì vicino e altri si trovano nell'ampia veduta marina, tra scogli e città di mare, sorte all'ombra di ripide montagne. Nel cespuglio a sinistra si scorge il teschio di un uomo morto tra le frasche, una chiara allusione al proverbio fiammingo "nessun aratro si ferma perché muore un uomo". Il tema stesso del dipinto, quello più profondo, sembra infatti ispirarsi a questa massima, leggibile in chiave didascalica, ma anche politica: per quanto si stia verificando un evento di importanza eccezionale, la vita e le fatiche degli uomini comuni proseguono senza stravolgimenti.
Alcuni elementi della tavola sono stati letti come simboli alchemici: il sole sarebbe l'oro filosofale e il vascello l'atanor, ovvero il forno dove si completava la trasmutazione alchemica, mentre il mare simboleggerebbe l'acqua mercuriale.
Nel complesso la parte che più spicca è il magnifico paesaggio con la distesa marina, inondata da una luce dorata del sole che divampa al centro del cielo. Sviluppatissime appaiono le capacità dell'artista nel modulare gli effetti atmosferici e di distanza tra i vari piani, commistionando la precisione "cartografica" alla fiamminga con l'ampiezza di respiro delle vedute della tradizione artistica italiana.